# Teresa Olaya
Teresa Olaya, Fue una heroína de la Nueva Granada. En 1781 defendió los ideales de los comuneros, creando una revuelta prerrevolucionaria, organizando un ejército marchando con él en Neiva, con este hecho armó un destacamento de combatientes contra el virreinato español.
De su vida se sabe poco, solo se tiene referencia de que fue una de las primeras mujeres con Manuela Beltrán en oponerse al régimen del virreinato español.